# Lubotyń-Kolonia (Lubotyń)
Lubotyń-Kolonia – przysiółek wsi Lubotyń położony w województwie opolskim, w powiecie głubczyckim, w gminie Kietrz.